# 闵晓青
闵晓青（1982年2月—），陕西商州人，俄罗斯族，女性，小学数学教师，新疆维吾尔自治区塔城市二工镇中心学校校长，中国共产党党员，第十三届全国人民代表大会新疆地区代表。
闵晓青2000年毕业于塔城地区师范学校，随即到小学任教，担任数学教师。工作以后，她利用寒假、暑假时间到新疆师范大学学习函授课程，2008年通过成人高考取得本科文凭。2011年4月，闵晓青出任塔城市二工镇中心学校校长。2018年2月24日，当选为第十三届全国人大代表。